# Cabas-Loumassès
Cabas-Loumassès (gaskognisch: Cabas e Lo Massès) ist eine ehemalige französische Gemeinde mit 48 Einwohnern (Stand: 1. Januar 2022) im Département Gers in der Region Okzitanien (bis 2015 Midi-Pyrénées). Sie gehörte zum Arrondissement Mirande. Die Bewohner werden Cabassésais und Cabassésaises genannt.
Der Erlass des Präfekten vom 18. Dezember 2024 legte mit Wirkung zum 1. Januar 2025 die Eingliederung von Cabas-Loumassès als Commune déléguée zusammen mit den früheren Gemeinden Saint-Blancard, Monbardon und Sarcos zur Commune nouvelle Cap d’Astarac fest.

## Geografie

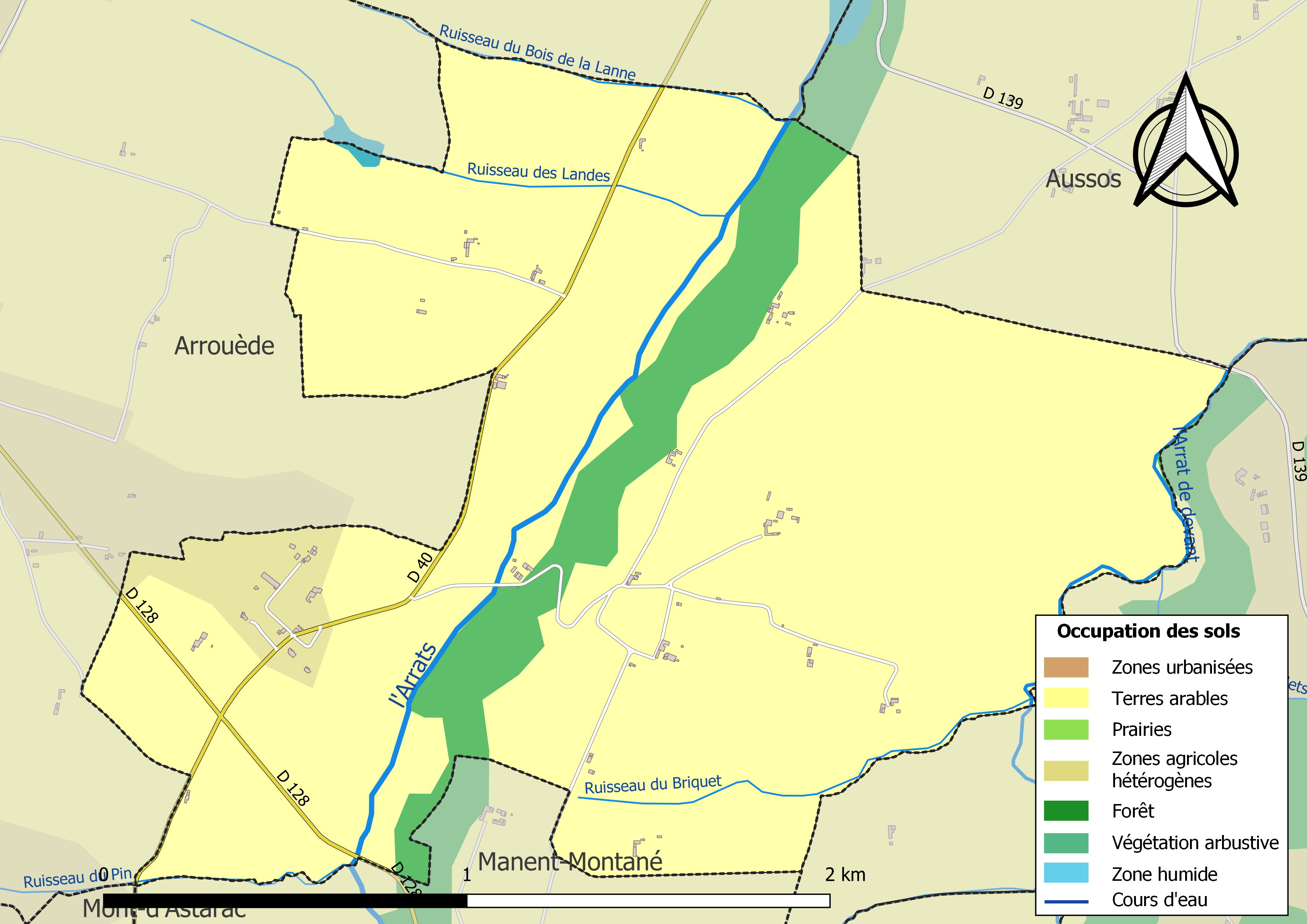
Bodennutzung, Hydrografie und Infrastruktur von Cabas-Loumassès (2018)

Cabas-Loumassès liegt rund 24 Kilometer südöstlich von Mirande und 33 Kilometer südlich von Auch ganz im Süden des Départements Gers. Der Ort befindet sich in der Région naturelle des Astarac, die sich entlang des Plateaus von Lannemezan zieht und Teil der historischen Provinz der Gascogne ist. Cabas-Loumassè besteht aus Weilern, zahlreichen Streusiedlungen und Einzelgehöften. Ein Ausläufer des Plateaus von Lannemezan bildet einen flachen Bergrücken zwischen den Flüssen Arrats und Arrats de devant, die den Ort in nördlicher Richtung durchqueren. Cabas-Loumassès liegt im Einzugsgebiet der Garonne und wird außerdem vom Ruisseau du Bois de la Lanne, vom Ruisseau des Landes ou des Communaux, vom Ruisseau d’Enguillot, vom Ruisseau du Briquet und verschiedenen kleineren Bächen entwässert, die in niederschlagsarmen Perioden häufig trockenfallen. Das Zentrum von Cabas-Loumassès liegt auf etwa 263 m Höhe. Die höchste Erhebung wird auf der rechten Seite des Arrats mit 312 m gemessen, die niedrigste mit 245 m im Norden beim Austritt des Arrats aus dem Ortsgebiet.
Rund 92 % der Fläche von Cabas-Loumassès werden landwirtschaftlich, hauptsächlich als Kulturboden genutzt, rund 8 % sind bewaldet, hauptsächlich entlang des Arrats (Stand: 2018).
Umgeben wird Cabas-Loumassès von den Nachbargemeinden Bézues-Bajon im Norden und Aussos im Nordosten, von der Commune déléguée Saint-Blancard im Osten und Südosten sowie von den Nachbargemeinden Manent-Montané im Süden, Mont-d’Astarac über einen Berührungspunkt im Südwesten sowie Arrouède im Westen.

## Geschichte
Erst ab Mitte des 13. Jahrhunderts ist die Existenz von Cabas, einer kleinen Komturei mit Hospital, bekannt. Gegen Ende des 13. Jahrhunderts hatte der Hospitaliter Bertrand Cadolhe, der damalige Präzeptor von Cabas, die Idee, eine Bastide zu errichten. Mit der Zustimmung von Guillaume de Villaret, Großprior von Saint-Gilles, und ausgestattet mit der Urkunde, mit der ihm sein Vorgesetzter alle für die Verwirklichung des Projekts erforderlichen Vollmachten erteilt, begann Bertrand Cadolhe Verhandlungen mit Centulle III., Graf von Astarac. Diese mündeten in der Unterzeichnung eines Paragium-Vertrags am 12. Juni 1296 in Castelnau-Barbarens. Durch die Übertragung der Hälfte der Gerichtsbarkeit und aller Einkünfte von Cabas an den Grafen Centulle wurde dieser im Gegenzug dazu verpflichtet, die Bastide auf eigene Kosten zu errichten und dabei alle den Einwohnern bereits zustehenden Rechte zu respektieren. Diese befestigte Stadt erhielt von ihren Gründern den Namen Sainte-Grâce, aber schnell wurde der Name Cabas übernommen.
Im Jahre 1821 wurde Loumassès eingemeindet.

## Bevölkerungsentwicklung
| Cabas-Loumassès: Einwohnerzahlen von 1793 bis 2020                                                                         | Cabas-Loumassès: Einwohnerzahlen von 1793 bis 2020 | Cabas-Loumassès: Einwohnerzahlen von 1793 bis 2020 | Cabas-Loumassès: Einwohnerzahlen von 1793 bis 2020 | Cabas-Loumassès: Einwohnerzahlen von 1793 bis 2020 |
| --- | -------------------------------------------------- | -------------------------------------------------- | -------------------------------------------------- | -------------------------------------------------- |
| Jahr |                                                    |                                                    |                                                    | Einwohner                                          |
| 1793 | 1793                                               |                                                    | 136                                                | 136                                                |
| 1800 | 1800                                               |                                                    | 113                                                | 113                                                |
| 1806 | 1806                                               |                                                    | 162                                                | 162                                                |
| 1821 | 1821                                               |                                                    | 140                                                | 140                                                |
| 1831 | 1831                                               |                                                    | 200                                                | 200                                                |
| 1841 | 1841                                               |                                                    | 228                                                | 228                                                |
| 1846 | 1846                                               |                                                    | 220                                                | 220                                                |
| 1851 | 1851                                               |                                                    | 172                                                | 172                                                |
| 1856 | 1856                                               |                                                    | 166                                                | 166                                                |
| 1861 | 1861                                               |                                                    | 178                                                | 178                                                |
| 1866 | 1866                                               |                                                    | 171                                                | 171                                                |
| 1872 | 1872                                               |                                                    | 163                                                | 163                                                |
| 1876 | 1876                                               |                                                    | 156                                                | 156                                                |
| 1881 | 1881                                               |                                                    | 163                                                | 163                                                |
| 1886 | 1886                                               |                                                    | 172                                                | 172                                                |
| 1891 | 1891                                               |                                                    | 182                                                | 182                                                |
| 1896 | 1896                                               |                                                    | 162                                                | 162                                                |
| 1901 | 1901                                               |                                                    | 138                                                | 138                                                |
| 1906 | 1906                                               |                                                    | 148                                                | 148                                                |
| 1911 | 1911                                               |                                                    | 122                                                | 122                                                |
| 1921 | 1921                                               |                                                    | 99                                                 | 99                                                 |
| 1926 | 1926                                               |                                                    | 102                                                | 102                                                |
| 1931 | 1931                                               |                                                    | 103                                                | 103                                                |
| 1936 | 1936                                               |                                                    | 81                                                 | 81                                                 |
| 1946 | 1946                                               |                                                    | 77                                                 | 77                                                 |
| 1954 | 1954                                               |                                                    | 89                                                 | 89                                                 |
| 1962 | 1962                                               |                                                    | 83                                                 | 83                                                 |
| 1968 | 1968                                               |                                                    | 90                                                 | 90                                                 |
| 1975 | 1975                                               |                                                    | 83                                                 | 83                                                 |
| 1982 | 1982                                               |                                                    | 72                                                 | 72                                                 |
| 1990 | 1990                                               |                                                    | 56                                                 | 56                                                 |
| 1999 | 1999                                               |                                                    | 50                                                 | 50                                                 |
| 2006 | 2006                                               |                                                    | 48                                                 | 48                                                 |
| 2013 | 2013                                               |                                                    | 52                                                 | 52                                                 |
| 2020 | 2020                                               |                                                    | 50                                                 | 50                                                 |
| Quelle(n): EHESS/Cassini bis 1999, INSEE ab 2006 Anmerkung(en): Ab 1962 offizielle Zahlen ohne Einwohner mit Zweitwohnsitz |                                                    |                                                    |                                                    |                                                    |

Mit der Eingemeindung von Loumassès 1821 lebten in Cabas-Loumassès kurzzeitig über 200 Bewohner. Seit der Mitte des 19. Jahrhunderts nahm die Zahl der Einwohner kontinuierlich ab, bis sie sich ab des ausgehenden 20. Jahrhundert auf etwa 50 Einwohner stabilisierte.

## Sehenswürdigkeiten

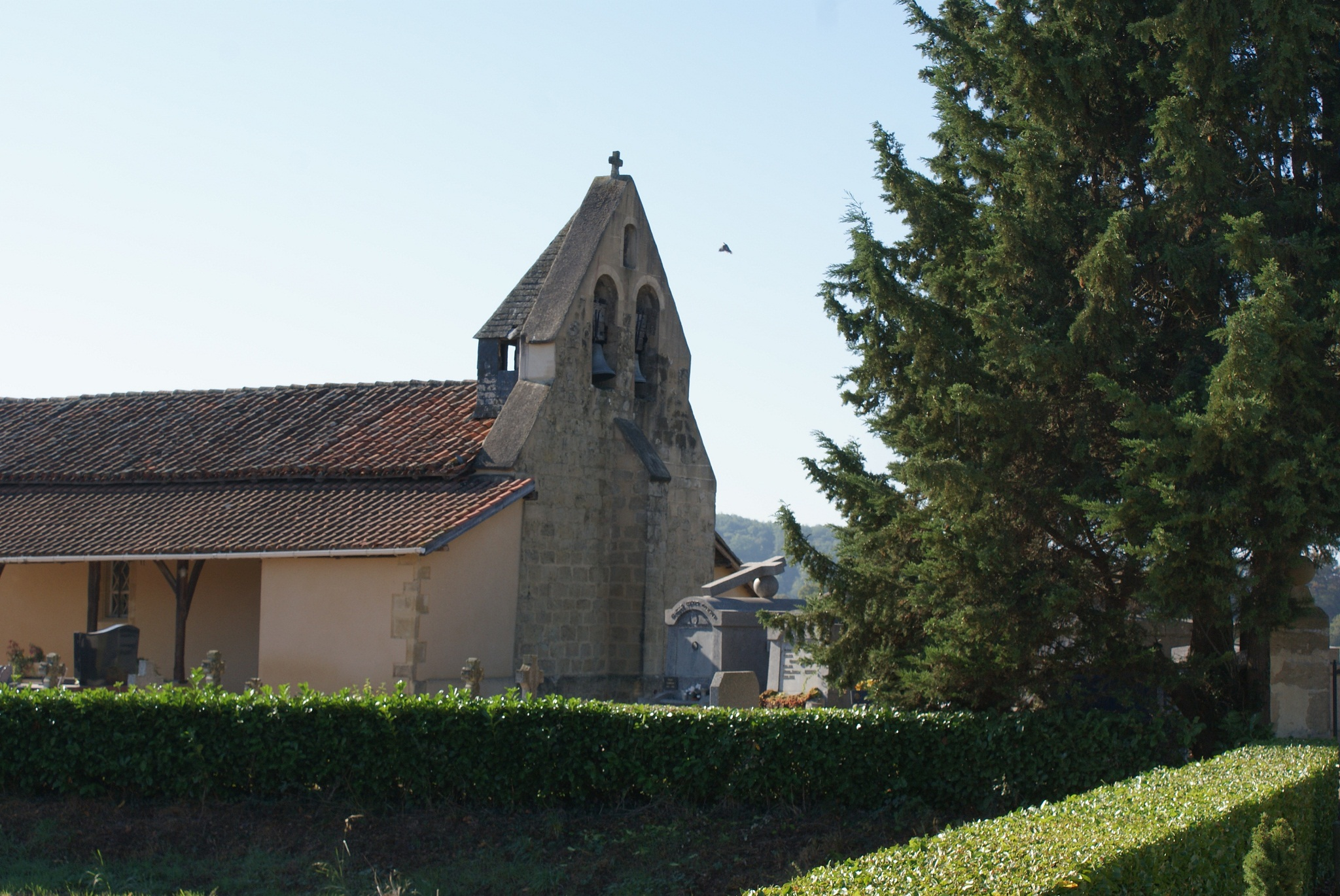
Kirche Saint-Jean-Baptiste
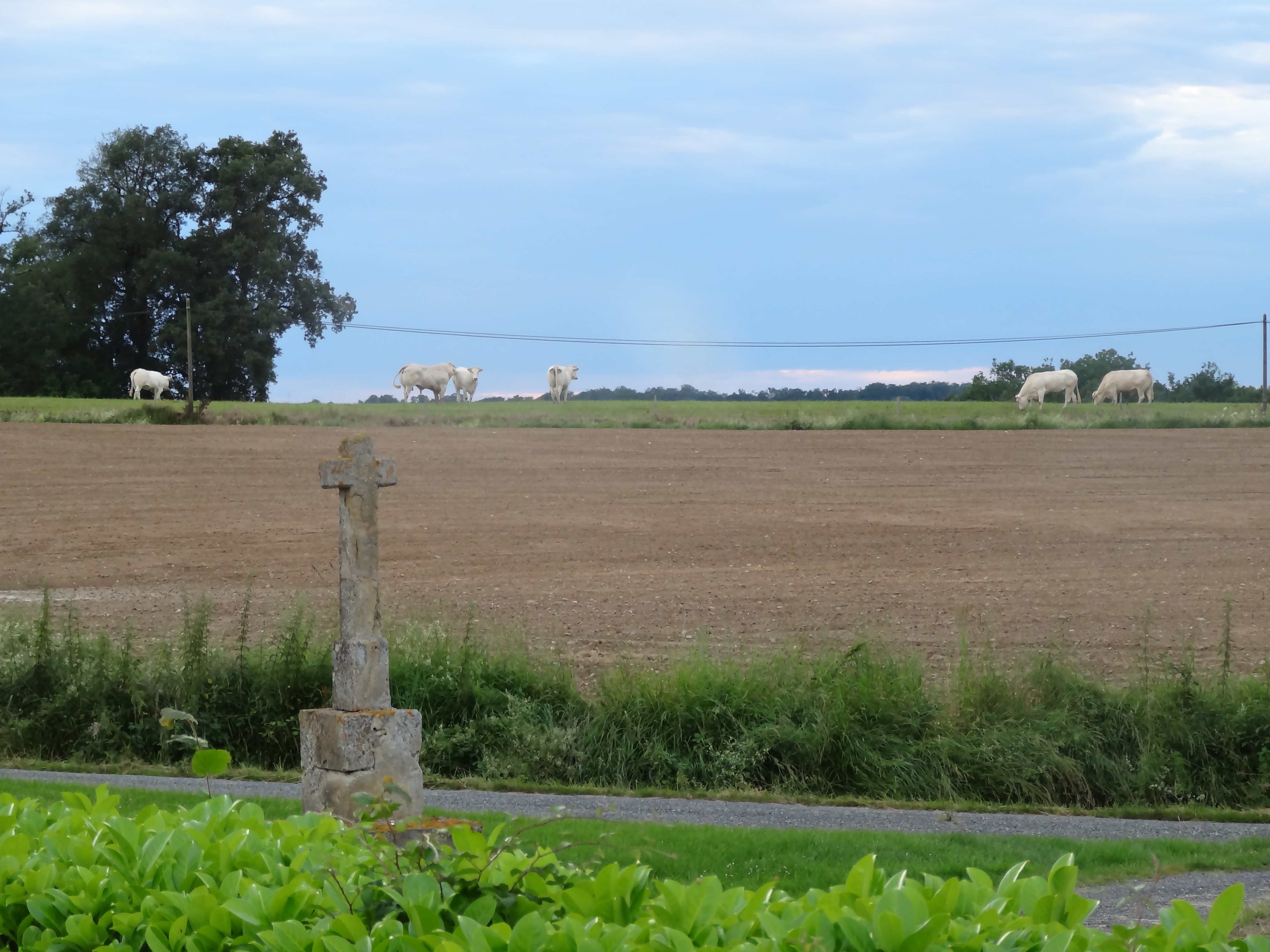
Wegkreuz

- Reste der Mauern des Schlosses Loumassès
- Wegkreuze

- Kirche Saint-Jean-Baptiste
- Wegkreuz